# Zakraj (Tolmin)
Zakraj is een plaats in Slovenië en maakt deel uit van de gemeente Tolmin in de NUTS-3-regio Goriška. De plaats telde 33 inwoners op 1 januari 2020.